# Santa Isabel do Rio Negro (ort)
Santa Isabel do Rio Negro är en ort i delstaten Amazonas i nordvästra Brasilien. Den är huvudort i en kommun med samma namn och folkmängden uppgick till cirka 7 000 invånare vid folkräkningen 2010. Orten är belägen längs floden Rio Negro, och det ligger en flygplats några kilometer i nordost. 